# S.F. Seals
S.F. Seals è stato un gruppo musicale statunitense attivo durante gli anni novanta; ha pubblicato due album con la Matador Records.

## Discografia
Album in studio
- 1994 - Nowhere
- 1995 - Truth Walks In Sleepy Shadows

EP
- 1993 - The Baseball Trilogy

## Membri
- Barbara Manning
- Melanie Clarin
- Alex Behr
- Brently Pusser
- Greg Freeman
- Jay Paget
- JC Hopkins
- Kim Osterwalder
- Mad V. Dog
- Margaret Murray
- Matthew Stahl
- Michelle Cernuto
- P.F. Naclario
- Seymour Glass